# Pas-de-Jeu
Pas-de-Jeu è un comune francese di 359 abitanti situato nel dipartimento delle Deux-Sèvres nella regione della Nuova Aquitania.

## Società

### Evoluzione demografica
Abitanti censiti